# Einsame Herzen (Sketch-Comedy)
Einsame Herzen ist eine Sketch-Comedy-Show und Datingshow-Satire mit YouTuber Torge Oelrich alias Freshtorge in mehrfachen Rollen.
Die Serie wurde am 4. Juni 2023 erstmalig in der ZDFmediathek veröffentlicht und die erste Folge im Nachtprogramm von ZDFneo ausgestrahlt. Am 7. Februar 2025 wurde eine zweite Staffel mit weitestgehend verändertem Konzept veröffentlicht, deren Folgen am 13. und 20. Februar 2025 auf ZDFneo ausgestrahlt wurden.

## Konzept

### Staffel 1
In jeder Folge stellen sich mehrere von Freshtorge verkörperte Singles vor, die auf der Suche nach der großen Liebe sind und dessen bisherige Misserfolge in der Beziehungssuche in Einspielern gezeigt werden.
Die Sketch-Comedy-Show parodiert damit einschlägige Datingshow-Formate.

### Staffel 2
In den sechs Folgen der zweiten Staffel ziehen sechs Figuren in ein sogenanntes „Love-Camp“ und werden dort von einem Beziehungscoach betreut. Die Zuschauer beobachten und verfolgen die einzelnen Figuren und die Dynamiken im „Love-Camp“. Die Show parodiert diesmal bekannte Reality-TV-Formate.
Wie in der ersten Staffel verkörpert Freshtorge alle Hauptfiguren.